# Fred Allen (attore)

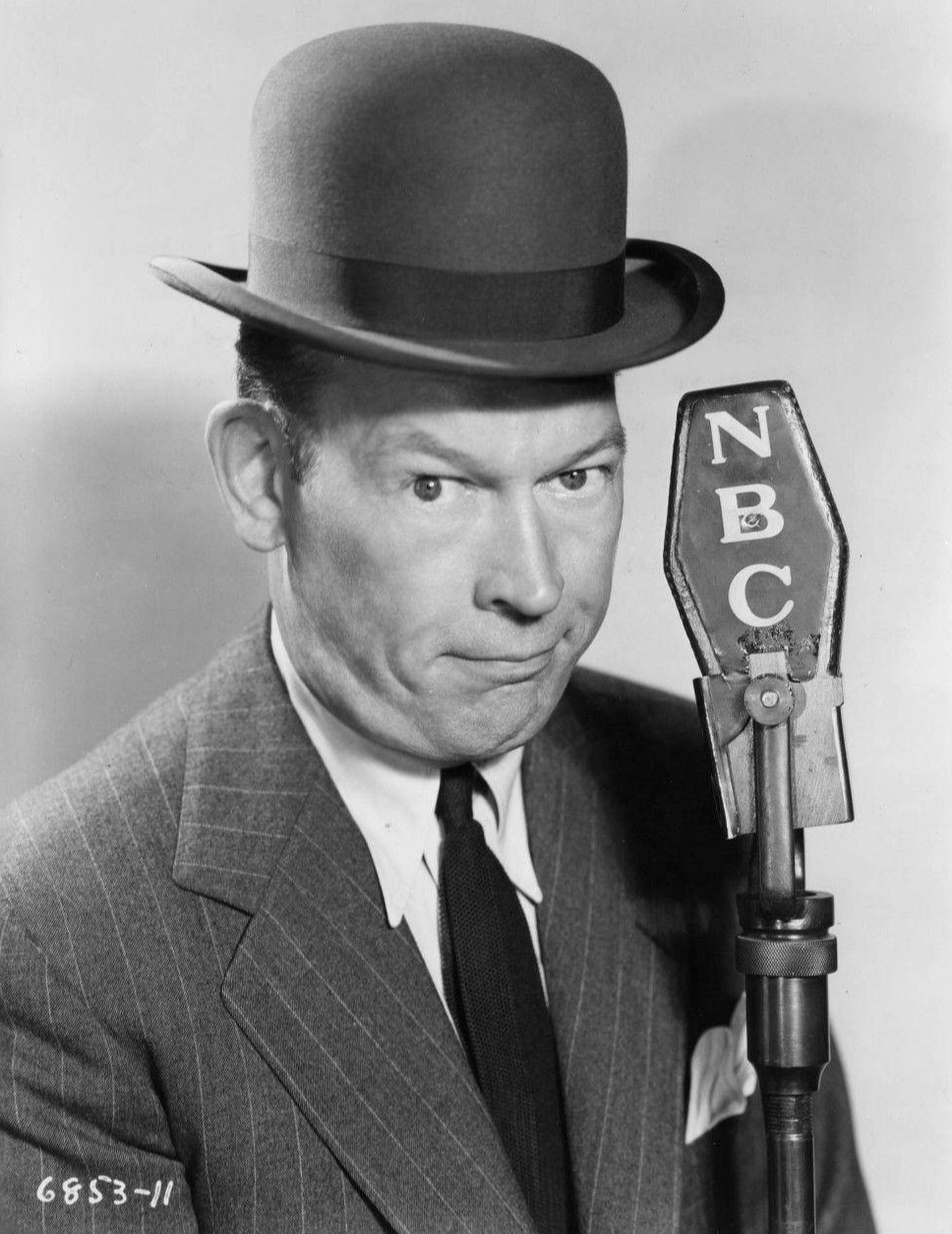
Fred Allen nel 1937

Fred Allen, nato John Florence Sullivan (Cambridge, 31 maggio 1894 – New York, 17 marzo 1956), è stato un comico e attore statunitense.

## Biografia
Nato in Massachusetts, studiò a Boston. I suoi spettacoli interpretati a Broadway includono The Passing Show of 1922 e The Greenwich Village Follies. Produsse, scrisse e recitò nel programma radiofonico Linit Bath Club Revue e, in tempi diversi, Town Hall Tonight, Texaco Star Theater e infine The Fred Allen Show (1932-1949).
È stato anche ospite regolare nel programma radiofonico The Big Show (1950-1952) e, in televisione, della Colgate Comedy Hour (1950), e recitò in diversi film come Sally, Irene and Mary (1938), Tutti pazzi (1945), Matrimoni a sorpresa (1952), e La giostra umana (1952). Inoltre fece parte del cast di What's My Line? (1953-1956) fino alla morte.
Scrisse due autobiografie, Treadmill a Oblivion, pubblicata nel 1954 e incentrata sui suoi primi giorni in radio, mentre la seconda, riguardante invece la sua attività nel genere vaudeville, venne pubblicata postuma dalla moglie Portland Hoffa, sposata nel 1928. Morì nel 1956 per un attacco di cuore all'età di 61 anni.
Durante la puntata successiva di What's My Line? nella serata di domenica, a circa 24 ore dal decesso di Allen, il conduttore John Daly iniziò il programma con un messaggio speciale ai telespettatori. Egli disse che inizialmente la produzione aveva pensato di sospendere il gioco per mandare in onda una punta speciale in commemorazione di Allen, ma la vedova Portland Hoffa aveva preferito che lo show proseguisse normalmente, perché così avrebbe voluto Allen. Quindi la trasmissione si svolse come sempre, ma con un evidente tono dimesso. Steve Allen prese il posto di Fred. Durante gli ultimi novanta secondi del programma, Steve Allen, Arlene Francis e Bennett Cerf (i cui occhi iniziarono a riempirsi di lacrime) diedero il loro breve ma sentito omaggio allo scomparso. Dorothy Kilgallen ringraziò Steve Allen per la sua presenza, ringraziandolo di averli aiutati ad andare avanti in un momento difficile.
Fred Allen venne sepolto nel Gate of Heaven Cemetery di Hawthorne (New York). Sulla sua lapide sono incisi sia il suo vero nome che il suo nome d'arte.

## Filmografia parziale
- Thanks a Million, regia di Roy Del Ruth (1935)
- Sally, Irene and Mary, regia di William A. Seiter (1938)
- Tutti pazzi (It's in the Bag!), regia di Richard Wallace (1945)
- Matrimoni a sorpresa (We're Not Married!), regia di Edmund Goulding (1952)
- La giostra umana (O. Henry's Full House), regia di Henry Hathaway, Howard Hawks (1952)

## Doppiatori italiani
- Olinto Cristina in Matrimoni a sorpresa